# 三村晃弘
三村晃弘（みむら あきひろ、1971年3月6日 - ）は、日本の俳優。東京都出身。血液型O型。シーズ・マネージメント所属。
丹波道場養成所出身。舞台「大霊界」の足のない男の役でデビュー。その後、舞台・ドラマなどに多数出演。
劇団榴華殿（RUKADEN）では、有明特設野外舞台での「バビロンより愛をこめて」や、北京上海ASIA小劇場ネットワーク招聘公演の「False」などに出演している。

## 出演

### 舞台
- バビロンより愛をこめて
- False
- ふるあめりかに袖はぬらさじ（1999年）
- 博多のぼせ者〜音二郎と貞奴（1999年）
- あげまん（中日劇場）
- ミュージカル 出島（2000年、アートスフィア）
- アゲイン〜怪人二十面相の優しい夜
- きらら浮世伝（2003年）
- 劇場の神様・極付 丹下左膳（2005年・シアター1010） - 劇団員 / 瀕死の老人役
- 好色一代女（2005年、テアトル銀座）
- あずみ
- ヨイショ！の神様（作・金子成人、新橋演舞場）
- 都大路謎の花くらべ（2006年9月・京都南座） - 骨董屋の主人役
- 長崎ぶらぶら節（2006、09、10年） - 西條八十役
- 奇想天外（2008年） - 劇場支配人役
- 恋ぶみ屋一葉（2008年、博多座）
- 御用牙（2009年3月、紀伊国屋サザンシアター）
- サツキマスの物語（2009年、紀伊国屋サザンシアター） - 宮司役
- ソウガ
- ACT泉鏡花（2010年、東京グローブ座ほか）
- 阿呆ノ記（2024年、すみだパークシアター倉）[1]
- 荒野に咲け（2024年、すみだパークシアター倉）[2]

### テレビドラマ
- 電磁戦隊メガレンジャー 第5話（1997年、テレビ朝日）
- 山田風太郎 からくり事件帖-警視庁草紙より- 第7話「夢のゆくえ」/第8話（NHK） - 会津藩士・永岡久茂（敬次郎）役
- 出張料理人（2006年、日本テレビ）
- 龍馬伝（2010年、NHK） - 薩摩藩・西郷隆盛の門弟 役
- 水戸黄門第42部 第13話「美人絵師が描いた復讐 -鳥取-」（2011年1月17日、TBS / C.A.L） - 田畑雄馬 役
- 科捜研の女（2018年3月22日、テレビ朝日） - 鍋谷亮次 役
- メゾン・ド・ポリス（2019年） ‐ 三上重利

### 映画
- 八つ墓村（1996年、監督/市川崑）
- TAJOMARU（2009年）